# Amazon Fire TV
Amazon Fire TV (ou apenas Fire TV) é um player de mídia digital e microconsole de jogos eletrônicos da oitava geração com sistema FireOS, desenvolvido pela Amazon.com para uso na televisão. Um dispositivo portátil de rede e entretenimento que transmite conteúdo de áudio/vídeo digital e, também permite aos usuários jogar games, com o controle remoto incluído, através de um aplicativo móvel, ou com um controlador de jogo opcional.
O dispositivo conta com 2 GB de RAM, MIMO dual-band Wi-Fi, e um controle remoto Bluetooth com microfone para busca por voz. Ele suporta streaming em 1080p e Dolby Digital Plus 7.1 som surround, mas está dependente da largura de banda de internet do usuário. Anunciada em 02 de abril de 2014, a Amazon Fire TV foi disponibilizado para compra nos EUA no mesmo dia por US$ 99 e foi lançada com um vídeo game chamado Sev Zero. A Amazon Fire TV também está disponível no Reino Unido, Alemanha e no Japão.

## Hardware
A Fire TV oferece HDMI e áudio óptico, com suporte para Dolby Digital Plus e som surround 7.1 pass-through, juntamente com uma porta Ethernet e uma porta USB 2.0. De acordo com a Amazon, a Fire TV  é projetado para superar concorrentes como o Apple TV e Roku em desempenho: A caixa de 17,5 milímetros de espessura oferece um 1.7 GHz quad-core CPU, 2 GB de RAM e 8 GB de armazenamento interno, juntamente com um rádio sem fio dual-band para 1080p streaming de mais de 802.11a/b/g/n Wi-Fi. A Fire TV agora suporta qualidade 4K de streaming quando usado com TVs 4K compatíveis .  
A empresa disse que não criou o Fire TV para competir com consoles de jogos; ao invés disso, as suas capacidades de jogo são voltados para pessoas que ainda não possuem um console, mas pode jogar em um smartphone ou tablet. Ele tem um acessório controlador dedicado. 

### Fire TV Stick
Em 19 de novembro, 2014, a Amazon lançou uma versão menor da Fire TV chamado de FireTV Stick. É uma dispositivo plug-in HDMI que replica grande parte da funcionalidade da Fire TV maior . Seu hardware é um pouco diferente, tem 1 GB de RAM, 8 GB de armazenamento, pesa 25,1 gramas e a CPU é mais lento . A Fire TV Stick é empacotado com um controle remoto de TV, um modelo com busca por voz no controle remoto. Em 2020, a Amazon lançou uma versão mais atualizada do aparelho, comercializada como Amazon Fire TV Stick Lite. Em seguida, lançou também uma versão com suporte a resolução 4K, disponível no mercado como Amazon Fire TV Stick 4K. 